# Influvoleur
Un influvoleur ou une influvoleuse, mot-valise combinant « influenceur » et « voleur », est un terme créé par le rappeur Booba, désigne les individus, généralement des personnes influentes sur les réseaux sociaux, qui abusent de leur notoriété en faisant la promotion de services ou de produits interdits, en adoptant des pratiques commerciales trompeuses, ou en encourageant diverses arnaques auprès de leur audience.
Certaines pratiques, comme le dropshipping de produits achetés sur des sites en Chine et revendus avec des prix multipliés par dix ou plus, sont moralement répréhensibles. Cependant, elles ne constituent pas une infraction si les ventes des produits sont déclarées, si la TVA est payée dans le pays où se trouve la société, et si les produits ne sont pas des contrefaçons, interdits et que les produits sont bien livrés et conforme à la description.
En 2023, le gouvernement français adopte la loi Delaporte-Vojetta pour réguler l'influence commerciale et à combattre les dérives des influenceurs sur les réseaux sociaux.

## Histoire

### Origine
Le terme « influvoleur » est désigné pour la première fois par le rappeur Booba, faisant suite à un clash avec l'influenceur Marc Blata en décembre 2021.
Le 27 juin 2022, il utilise pour la première fois le terme « influvoleurs », lance le hashtag #influvoleurs, et crée une adresse courriel afin de recueillir des témoignages de victimes d'arnaque. Booba se positionne comme « lanceur d'alerte » contre les pratiques de certains influenceurs et appelle les services publics à réagir.

« Au-delà de n’avoir aucun talent, de faire la promotion de la culture du vide, de la débilité, et de ne pas payer leurs impôts en France, ils entubent des citoyens (notamment des adolescents) en leur vendant des saloperies »

— Booba
 Pourtant, certaines des pratiques dénoncées avaient été révélées déjà précédemment, dès mai 2021 : Booba a servi de « caisse de résonance » et il « a permis de relayer toutes ces affaires. Mais il est seulement l’un des éléments qui a permis de faire éclater cette bulle ».

### Plaintes
En janvier 2023, selon une enquête de la Direction générale de la concurrence, de la consommation et de la répression des fraudes, plus de la moitié des influenceurs ciblés depuis 2021 n'ont pas respecté la réglementation sur la publicité et les droits des consommateurs. Quelques mois plus tard, la DGCCRF épingle six influenceurs : Simon Castaldi, Capucine Anav, Anthony Mathéo, Gaetan Debled, Léa Montchicourt et Illan Castronovo
Le 21 janvier 2023, 88 plaintes conjointes sont déposées contre des influenceurs français, notamment pour « escroquerie en bande organisée » et « abus de confiance », puis 102 peu après. Les plaintes des victimes sont regroupées par le collectif AVI.

### Formation du collectif AVI
En juin 2022, le collectif AVI (Aide aux Victimes d'Influenceurs), initialement appelé Association pour les victimes de Marc et Nadé Blata (AVMN), se forme afin d'accompagner les victimes d'influenceurs,. Il est reproché à Marc et Nadé Blata (née Nadira Brik Chaouche), qui se sont connus lors d'une émission de téléréalité sur W9, des actions de « copy trading » : le fait de recopier des conseils issus d'un professionnel de la finance et à pousser son auditoire à investir sur les marchés financiers. Le couple compte alors, à eux deux, sept millions de followers. C'est en 2019 que le couple a déménagé à Dubaï, puis, deux ans après, débute les conseils de copy-trading avec le slogan « Copier, coller, encaisser », sans jamais prévenir des risques des investissements. Pourtant, l'argent exposé par le couple sur ses réseaux sociaux provient des revenus de l'affiliation, la rémunération de la plateforme d'investissement à chaque fois qu'un abonné y dépose de l'argent.
Le groupe Meta supprime les comptes Instagram de Marc et Nadé Blata ainsi que de Laurent Billionaire. Meta France réagit avec un communiqué publié sur Twitter : « Les règles de nos plateformes sont claires et interdisent les contenus frauduleux et trompeurs destinés à abuser nos utilisateurs. Nous avons supprimé le compte Instagram en question, ainsi qu’une série d’autres, pour violation de ces règles ». Mais le couple, domicilié à Dubaï et faisant la promotion d'une plateforme d'investissements australienne, ne se sent pas placé sous la loi française et dépose plainte pour « dénonciation calomnieuse » contre AVI.
En parallèle, AVI porte plainte contre Dylan Thiry à cause de « soupçons liés à ces douteuses cagnottes humanitaires. »,

### Mesures mises en place

#### Par les autorités françaises
Pour tenter d'encadrer les pratiques des influenceurs, le ministère de l'Économie initie en décembre 2022 une série de réunions avec une cinquantaine d'acteurs du secteur et lance une consultation publique. La consultation permet « à tous les Français qui le souhaitent de s'exprimer sur 11 mesures réparties en quatre thématiques » selon Bruno Le Maire.
Lire en ligne

Sur Légifrance

La loi n°2023-451 du 9 juin 2023 en France vise à réguler l'influence commerciale et à combattre les dérives des influenceurs sur les réseaux sociaux.
Parmi les pratiques dénoncées, il y a :
- La promotion et la vente de produits contrefaits, parfois dangereux[18].
- La promotion de sites de dropshipping qui ferment leurs portes ou n'assurent pas la livraison[3].
- La promotion de services financiers tels que le « copy trading »[10], les cryptomonnaies et les NFT[3], avec des promesses de gains, etc[19].
- La promotion de produits ou services interdits ou réglementés, tels que la chirurgie, la santé, les permis de conduire, etc[20].
- Des escroqueries aux CPF, impliquant des formations souvent dépourvues d'intérêt[3],[21].

En octobre 2023, Thierry Breton envoie un courrier à la ministre française de l'Europe et des affaires étrangères Catherine Colonna où il s'inquiète de l'impact de cette loi qui empêcherait d'appliquer le règlement, violerait le principe du pays d'origine, et n'aurait pas attendu le délai d'examen de 3 mois par la Commission européenne et les pays européens. Il demande donc leur abrogation.

## Filmographie
- 11 septembre 2022 : Complément d'enquête - Arnaques, fric et politique : le vrai business des influenceurs

- 4 avril 2024 : Cash investigation - Argent facile: les fausses promesses des influenceurs